# 交響曲第102番 (ハイドン)
交響曲第102番 変ロ長調 Hob. I:102 は、フランツ・ヨーゼフ・ハイドンが1794年に作曲した交響曲。イギリス訪問時のロンドンで作曲された、いわゆる『ロンドン交響曲』のうちの1曲である。

## 概要
1795年2月2日に行われたロンドンの国王劇場で第1回オペラコンサートのプログラム第2部の最初の曲目として初演された。
なお、本作の初演時にハイドンがステージに姿を見せたところ、観客がハイドンをよく見ようとステージ近くまで押し寄せホールの中央に空席ができた。その直後にホールの中央の大きなシャンデリアが突然落下し砕け散ったものの、そこは空席となっていたために怪我人は出ず、観客から「奇跡だ、奇跡だ」という声が起こったと伝えられている。しかし理由は不明であるが、現在ではこのエピソードが本作ではなく第96番の初演時の出来事として誤って語り継がれており、現代ではもっぱら第96番が『奇蹟』（あるいは『奇跡』）という愛称で呼ばれている（そのため、近年発売されたCDや出版物によっては、第96番ではなく本作に『奇蹟』の愛称を付けているものもある）。

## 編成
| 木管         | 木管 | 金管         | 金管         | 打         | 打       | 弦              | 弦 |
| ------------ | ---- | ------------ | ------------ | ---------- | -------- | --------------- | -- |
| フルート     | 2    | ホルン       | 2            | ティンパニ | ●        | 第1ヴァイオリン | ●  |
| オーボエ     | 2    | トランペット | 2            | 他         |          | 第2ヴァイオリン | ●  |
| クラリネット |      | 他           |              | 他         | ヴィオラ | ●               |    |
| ファゴット   | 2    | 他           | チェロ       | 他         | ●        |                 |    |
| 他           |      | 他           | コントラバス | 他         | ●        |                 |    |

## 構成
全4楽章、演奏時間は約25分。
- 第1楽章 ラルゴ – ヴィヴァーチェ
変ロ長調、4分の4拍子 - 2分の2拍子（アラ・ブレーヴェ）、序奏付きのソナタ形式。
（序奏部）
お使いのブラウザーでは、音声再生がサポートされていません。音声ファイルをダウンロードをお試しください。
（第1主題）
お使いのブラウザーでは、音声再生がサポートされていません。音声ファイルをダウンロードをお試しください。
（第2主題）
お使いのブラウザーでは、音声再生がサポートされていません。音声ファイルをダウンロードをお試しください。
展開部後半では、ハイドンの交響曲によく見られる「疑似再現部」ともいえる第1主題の展開の後、本物の再現部になる。

- 第2楽章 アダージョ
ヘ長調、4分の3拍子、変奏曲形式。
お使いのブラウザーでは、音声再生がサポートされていません。音声ファイルをダウンロードをお試しください。
主題と3つの変奏からなる。オブリガードに独奏チェロが活躍している。
ハイドンはこの第2楽章で生涯初めて弱音器をつけたトランペットとティンパニを使用しており、またこの第2楽章は、同時期に作曲された『ピアノ三重奏曲第26番 嬰ヘ短調』（Hob. XV:26）の第2楽章にも転用されている。

- 第3楽章 メヌエット：アレグロ
変ロ長調、4分の3拍子。
お使いのブラウザーでは、音声再生がサポートされていません。音声ファイルをダウンロードをお試しください。
お使いのブラウザーでは、音声再生がサポートされていません。音声ファイルをダウンロードをお試しください。
トリオはオーボエとファゴットにより奏でられる、レントラー風のなだらかな旋律である。

- 第4楽章 フィナーレ：プレスト
変ロ長調、4分の2拍子、ロンドソナタ形式。
お使いのブラウザーでは、音声再生がサポートされていません。音声ファイルをダウンロードをお試しください。
再現部は短縮され、コデッタは長めのコーダの最後に再現される。